# Karsten Walter

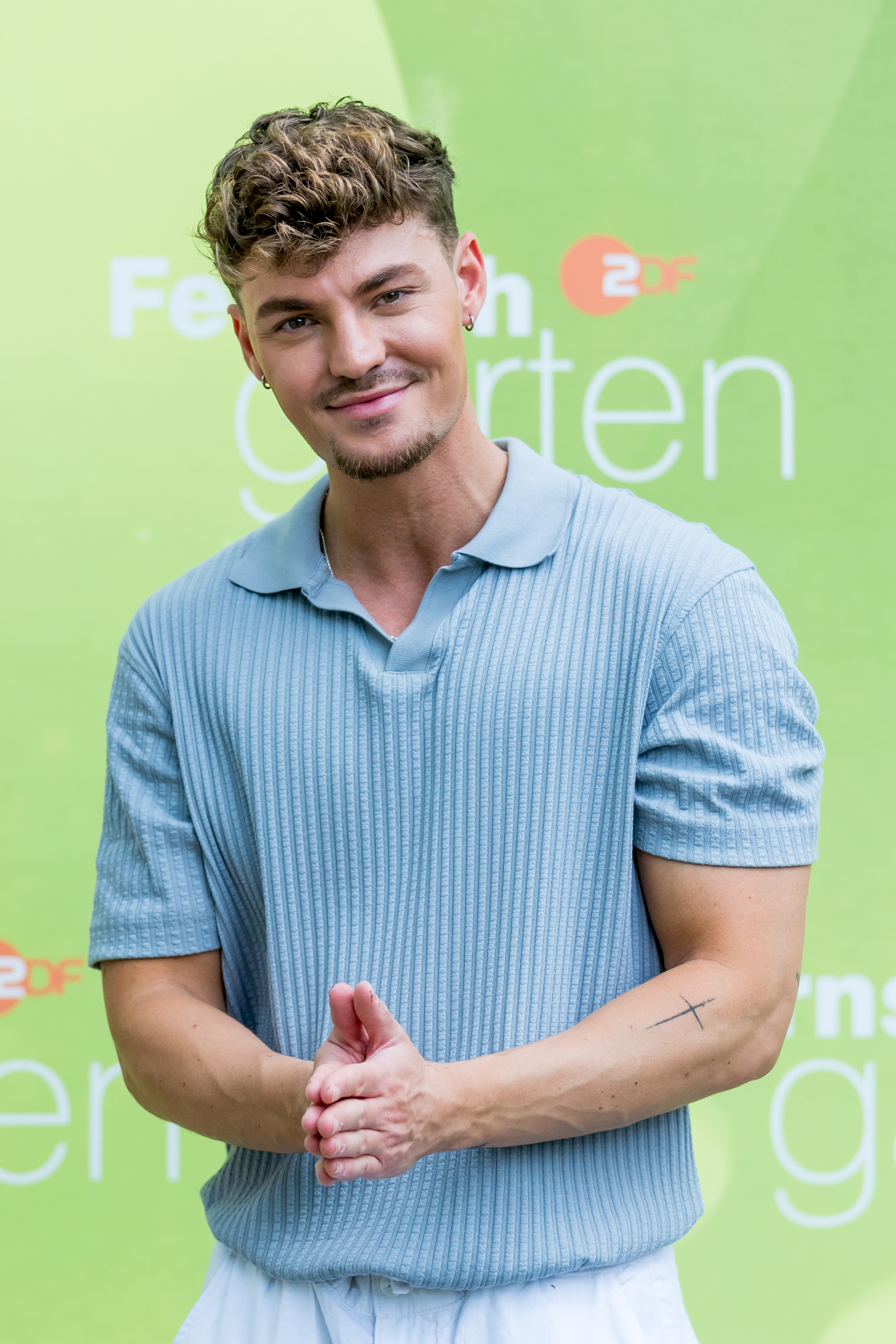
Karsten Walter (2024)

Karsten Walter (* 30. April 1993 in Bonn, Nordrhein-Westfalen) ist ein deutscher Sänger und Schauspieler, der als Mitglied der Boygroup Feuerherz bekannt wurde.

## Leben
Karsten Walter erhielt als Kind klassischen Klavierunterricht und trat in Musicals auf. 2005 bewarb er sich für die Boyband US5. Im Jahr 2008 gewann er die Sendung Deine Performance, die im Rahmen von VIVA Live! ausgestrahlt wurde. Von 2009 bis 2010 absolvierte Karsten Walter eine Schauspielausbildung in Boston. 2010 trat er unter dem Namen Kenny Walter der Boygroup Part Six bei und war bis zur Auflösung im Jahr 2011 deren Mitglied. 2012 schloss er seine Schulbildung mit einem Abitur am Hartberggymnasium in Bonn ab. Noch im gleichen Jahr begann er ein BWL-Studium (Betriebswirtschaftslehre) an der Universität zu Köln, welches er 2015 für seine Musikkarriere unterbrach. Seit 2020 studiert er an der IU Köln Wirtschaftspsychologie.
2013 nahm Karsten Walter an der zehnten Staffel der deutschen Castingshow  Deutschland sucht den Superstar teil. Er erreichte den Recall und schied danach aus.
2014 erhielt Karsten Walter einen Plattenvertrag bei Universal Music und wurde Teil der Schlager-Boygroup Feuerherz. Gemeinsam mit den Bandmitgliedern Sebastian Wurth, Martijn Stoffers und Dominique Bircan Baltas veröffentlichte er zwischen 2015 und 2019 fünf Alben, wovon sich drei in den Top 10 der deutschen Albumcharts platzierten. Neben zahlreichen TV-Auftritten begleitete die Band 2016 Florian Silbereisen anlässlich der Das-Beste-der-Feste-Tour und eröffnete 2017 die Tour von Maite Kelly. 2018 und 2019 folgte eine eigene Tournee der Gruppe durch Deutschland.
Seit der Auflösung von Feuerherz im Jahr 2020 tritt Karsten Walter als Solokünstler in Erscheinung. Im Februar 2021 veröffentlichte er mit seiner damaligen Freundin Marina Marx das Duett Fahr zur Hölle. Im September des Jahres veröffentlichte er mit Komm näher (Rhythm of the Night) sein Solo-Debüt. Im Oktober 2023 gaben Marx und Walter ihre Trennung bekannt.
Anfang 2022 erhielt Karsten Walter zwei kleine Nebenrollen u. a. als Kitesurfer „Linus“ im GZSZ-Spinoff Leon – Glaub nicht alles, was du siehst. Im Juli des Jahres veröffentlichte er sein Debütalbum mit dem Titel Komm näher, welches auf Platz 22 in den deutschen Albumcharts einstieg.
Seit Mitte August 2023 ist Karsten Walter in der Hauptrolle des Noah Kaiser in der Serie Köln 50667 zu sehen.

## Diskografie

### Studioalben
| Jahr | Titel Musiklabel           | Höchstplatzierung, Gesamtwochen, AuszeichnungChartplatzierungen (Jahr, Titel, Musiklabel, Platzierungen, Wochen, Auszeichnungen, Anmerkungen) | Höchstplatzierung, Gesamtwochen, AuszeichnungChartplatzierungen (Jahr, Titel, Musiklabel, Platzierungen, Wochen, Auszeichnungen, Anmerkungen) | Anmerkungen                        |
| Jahr | Titel Musiklabel           | DE | CH | Anmerkungen                        |
| ---- | -------------------------- | --- | --- | ---------------------------------- |
| 2022 | Komm näher Electrola (UMG) | DE22 (1 Wo.)DE | CH71 (1 Wo.)CH | Erstveröffentlichung: 8. Juli 2023 |

### Singles
- 2021: Fahr zur Hölle (mit Marina Marx)
- 2021: Komm näher (Rhythm of the Night)
- 2022: Zeig mir was Liebe ist (Show Me Love)
- 2022: Hey, ich will Leben
- 2022: Verdammt, ich weiß
- 2022: Lass die anderen reden (feat. Marina Marx)
- 2023: Blind Date
- 2024: Eisblaue Augen
- 2024: Sonne in der Nacht
- 2025: Beverly Hills (feat. Coach Bennet)